# チーグラー・ナッタ触媒
チーグラー・ナッタ触媒（チーグラー・ナッタしょくばい、Ziegler-Natta catalyst）は、オレフィンの重合に用いる触媒。ツィーグラー・ナッタ触媒とも言う。
通常、四塩化チタンまたは三塩化チタンをトリエチルアルミニウムやメチルアルミノキサン ([-Al(CH3)O-]n, MAO) のような有機アルミニウム化合物と混合し調製する。エチレンやプロピレン、ブタジエン、イソプレン、アセチレン等の重合や、エチレン-プロピレンの共重合に用いられる。
1953年、ドイツのマックス・プランク研究所において、科学者カール・ツィーグラー (Karl Ziegler) がそれまで高圧が必要だったエチレンの重合反応の研究中に四塩化チタンを用いて発見した。この触媒によって、エチレンの常圧重合が可能になった。その後、イタリアのミラノ工科大学のジュリオ・ナッタ (Giulio Natta) が、三塩化チタンを用いることによって、それまで重合が困難と考えられていたプロピレンの重合に成功した。二人は、これらの業績により1963年、揃ってノーベル化学賞を受賞した（ただし、ツィーグラーがナッタの改良を軽視して、業績を全面的に自分に帰するよう求める発言を行ったため、二人の関係は険悪であったと言われている）。
重合触媒として石油化学工業に多大な功績があったばかりでなく、その反応機構の研究からは有機金属化学が盛んになるきっかけを与えた。